# Fehércsőrű bozótgébics
A fehércsőrű-gébics (Laniarius leucorhynchus) a madarak osztályának verébalakúak (Passeriformes) rendjébe és a bokorgébicsfélék (Malaconotidae) családjába tartozó faj.

## Rendszerezése
A fajt Gustav Hartlaub német orvos és ornitológus írta le 1848-ban, a Telephonus nembe Telephonus leucorhynchus néven.

## Előfordulása
Afrika nyugati és középső részén, Angola, Bissau-Guinea, Dél-Szudán, Elefántcsontpart, Egyenlítői-Guinea, Gabon, Ghána, Guinea, Libéria, Kamerun, a Kongói Köztársaság, a Kongói Demokratikus Köztársaság,  a Közép-afrikai Köztársaság, Nigéria, Sierra Leone, Szudán és Uganda területén honos. 
Természetes élőhelyei a szubtrópusi és trópusi síkvidéki esőerdők, mocsári erdők és cserjések, lápok és mocsarak környékén, valamint másodlagos erdők és szántóföldek. Állandó, nem vonuló faj.

## Megjelenése
Testhossza 22 centiméter, testtömege 44-57 gramm.

## Természetvédelmi helyzete
Az elterjedési területe rendkívül nagy, egyedszáma pedig stabil. A Természetvédelmi Világszövetség Vörös listáján nem fenyegetett fajként szerepel.